# 南荒尾駅
南荒尾駅（みなみあらおえき）は、熊本県荒尾市増永にある、九州旅客鉄道（JR九州）鹿児島本線の駅である。
「ラムサール条約湿地 荒尾干潟駅」の愛称が付いている。

## 歴史
荒尾市が三井三池炭鉱で栄えたことで人口が爆発的に増え、当時人気のあった荒尾第二海水浴場へのアクセスのために増設された駅である（以前は干潟ではなく砂浜が広がっていた）。当時は地元のラジオで海水浴場の状況が伝えられる程の人出で、荒尾第二海水浴場へのアクセスとして賑わった。
現在は熊本県立岱志高等学校や、熊本県立玉名高等学校・附属中学校等の学生利用が多い。

### 年表
- 1950年（昭和25年）5月1日：日本国有鉄道の駅として開設[1]。
- 1971年（昭和46年）2月20日：荷物扱い廃止[2]。無人駅となる[3]。
- 1977年（昭和52年）11月：鉄骨造平屋建ての簡易駅舎に改築[4]。
- 1987年（昭和62年）4月1日：国鉄分割民営化に伴い、JR九州の駅となる[5]。
- 2012年（平成24年）12月1日：交通系ICカードSUGOCA対応[6]。

## 駅構造
相対式ホーム2面2線を有する地上駅。互いのホームは跨線橋で連絡している。
簡易駅舎を有する無人駅であるが、稀に管理駅である荒尾駅から社員が派遣され特別改札を実施する事がある。近距離きっぷの自動券売機が設置されている。
2018年（平成30年）10月頃、「ラムサール条約湿地 荒尾干潟駅」の愛称が付けられると共に、荒尾干潟の最寄り駅であることをPRするリニューアルが行われた。駅舎入口・上下ホームにある駅名表示は夕暮れの干潟の上を飛ぶ野鳥の写真をデザインしたものとなり、駅前には干潟に関する案内板も新設された。

### のりば
| のりば | 路線        | 方向 | 行先                     |
| ------ | ----------- | ---- | ------------------------ |
| 1      | ■鹿児島本線 | 下り | 玉名・熊本・八代方面     |
| 2      | ■鹿児島本線 | 上り | 大牟田・久留米・鳥栖方面 |

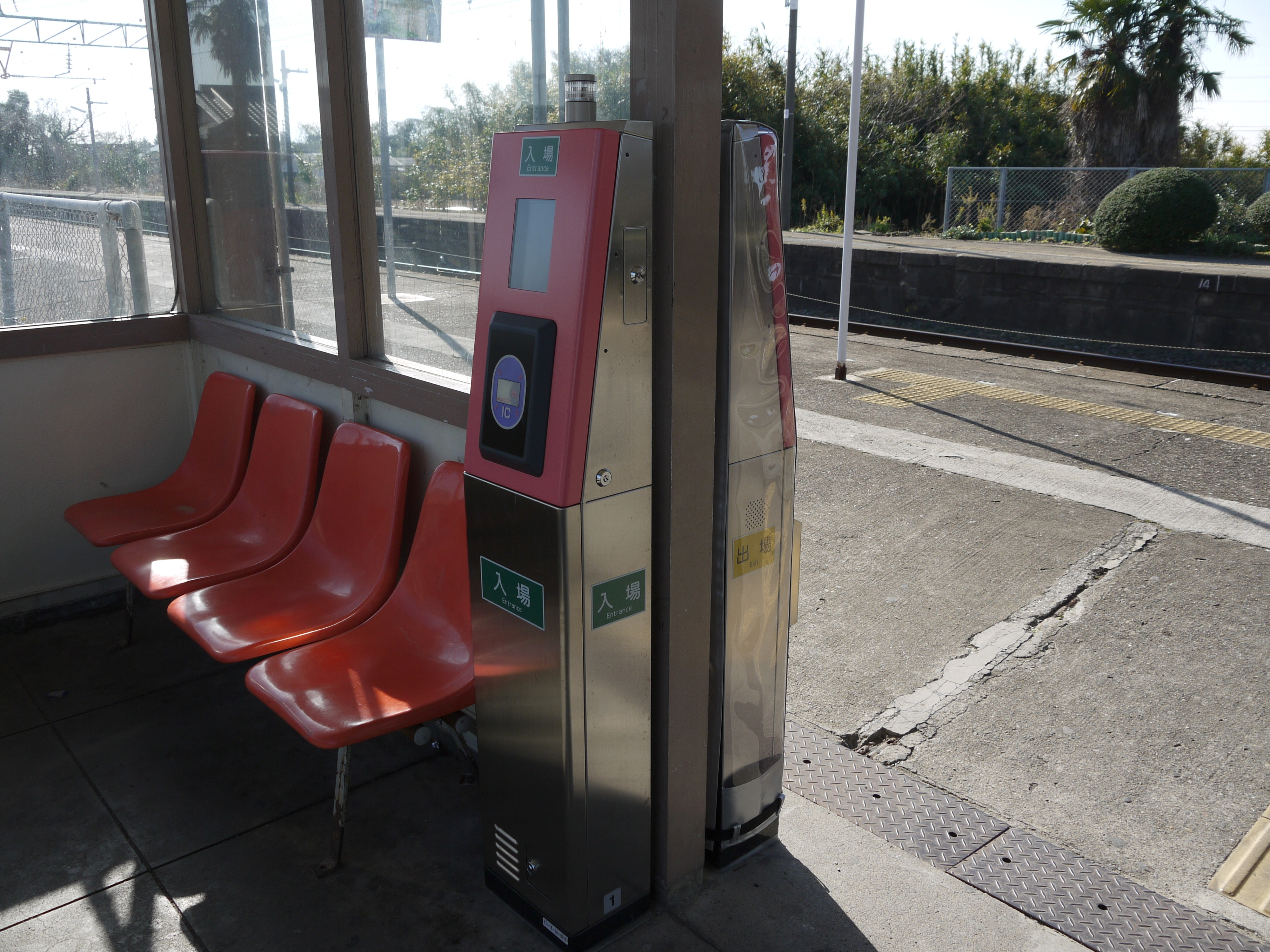
SUGOCA簡易カードリーダー
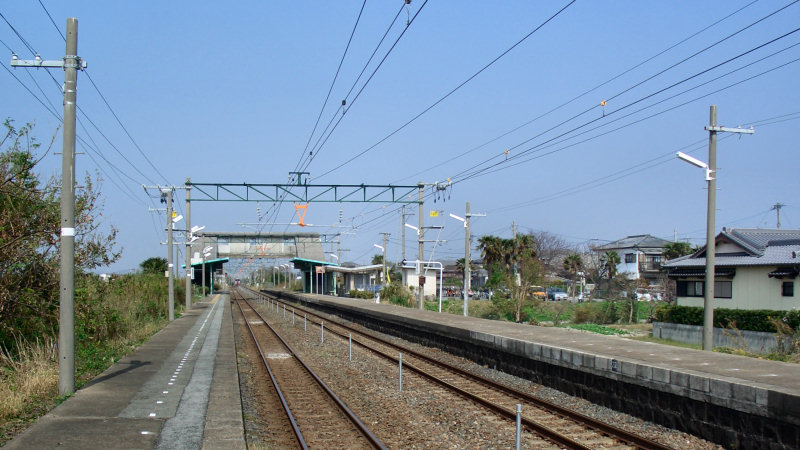
ホーム（2006年10月）

## 利用状況
2023年度の1日平均乗車人員は313人である。
2016年以降の1日平均乗車人員の推移は以下の通り。
| 年度   | 1日平均 乗車人員 | 増加率 |
| ------ | ---------------- | ------ |
| 2016年 | 407              |        |
| 2017年 | 407              | 0.0%   |
| 2018年 | 396              | -2.7%  |
| 2019年 | 361              | -9.7%  |
| 2020年 | 284              | -21.3% |
| 2021年 | 297              | 4.6%   |
| 2022年 | 306              | 3.0%   |
| 2023年 | 313              | 2.9%   |

## 駅周辺

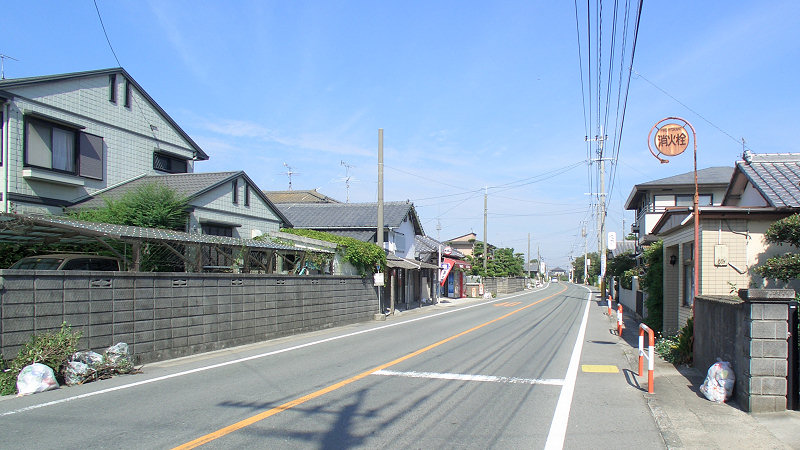
駅前風景（2007年10月）

周辺は田畑と住宅が混在する地域である。当駅のすぐ東を国道389号が南北に走っており、産交バス南荒尾駅前バス停も国道沿いにある。また、すぐ西側は有明海に面しており荒尾干潟が広がっているが、駅の西側との間を直接出入りすることはできないので、間近で見るためには一旦国道へ出て北側か南側の踏切を横断しなければならない。
- 有明簡易郵便局
- 荒尾市立有明小学校
- 荒尾海水浴場[1]
- 荒尾干潟
- 荒尾干潟水鳥・湿地センター
- 国道389号

## バス路線
- 産交バス 南荒尾駅前バス停

23.清里線（片方向の循環路線）市屋 → 有明医療センター → ゆめタウンシティモール → 荒尾バスセンター行き

## 隣の駅
九州旅客鉄道（JR九州）
■鹿児島本線
■区間快速・■普通
荒尾駅 (JB28) - 南荒尾駅 - 長洲駅